# Том Мур
Томас Мур (англ. Thomas Moore, нар. 30 квітня 1920, Кітлі, графство Західний Йоркшир, Велика Британія — пом. 2 лютого 2021, Бедфорд) — колишній офіцер Британської армії, що став відомим у віці 99 років завдяки своїй благодійній акції «Tom's 100th Birthday Walk For The NHS». Мур служив в Індії і брав участь у бірманській кампанії під час Другої світової війни. Пізніше він був військовим інструктором. Після війни він працював директором компанії, захоплювався гонками на мотоциклах.

## Ранні роки
Т. Мур народився в м. Кітлі, у графстві Західний Йоркшир 30 квітня 1920 року в сім'ї будівельника. Освіту отримав у місцевій гімназії. Пізніше — освоїв фах будівельника.

## Особисте життя
У 1968 році Т. Мур одружився з Памелою, і вони мали двох дочок. Дружина Т. Мура у 2006 році померла. Після того, починаючи з 2008 року, він жив із однією зі своїх дочок, Ханною, її чоловіком та двома онуками. Він також має двох інших онуків. Останніми роками, за активної підтримки NHS, він лікувався від раку шкіри та зламаного у 2018 році стегна. Саме це спонукало ветерана підтримати їх зусилля під час пандемії COVID-19, щоб подякувати їм.

## Військова кар'єра
На початку Другої світової війни Т. Мур був зарахований до складу дислокованого у Корнуоллі, 8-го батальйону полку герцога Веллінгтона. В 1940 році він пройшов кадетську підготовку і 28 червня 1941 року його було призначено на посаду другого лейтенанта. В жовтні 1941 року його підрозділ було включено до складу Королівського бронетанкового корпусу. Пізніше Т. Мур проходив службу в Бомбеї та Калькутті у складі вже 9-го батальйону, який згодом було перейменовано в 146-й полк Королівського бронетанкового корпусу. Підрозділ Т. Мура брав участь в боях за острів Рамрі. 1 жовтня 1942 року його було призначено лейтенантом, а 11 жовтня 1944 року — виконувачем обов'язки капітана. Подальшу військову службу Мур проходив на території західної Бірми та, після поразки японців, на острові Суматра вже званні капітана. Після повернення до Британії він служив інструктором у школі бронетанкових військ у Бовінгтоні, що в графстві Дорсет.

## Благодійний вчинок
6 квітня 2020 року Т. Мур почав прогулюватися в своєму дворі і садку з метою надання посильної благодійної допомоги медикам через «Національну службу охорони здоров'я Великої Британії» (NHS) у подоланні світової пандемії COVID-19. Його мета полягала в тому, щоб до власного столітнього ювілею пройти 100 кіл з інвалідними ходунками, демонструючи це через Твіттер та ЗМІ, і зібрати 1000 фунтів стерлінгів. Проте, станом на 17 квітня 2020 року він зібрав більше 22 мільйонів фунтів стерлінгів, що і принесло йому всесвітню славу і популярність.

## Відзнаки
- Зірка 1939—1945
- Бірманська Зірка
- Медаль війни 1939—1945